# Stéfanos Skulúdis
Stéfanos Skulúdis (em grego:  Στέφανος Σκουλούδης; Constantinopla, 23 de novembro de 1838 — Atenas, 19 de agosto de 1928) foi um político grego. Ocupou o cargo de primeiro-ministro da Grécia entre 7 de Novembro de 1915 a 22 de Junho de 1916.